# Gran parque nacional de Himalaya
El Gran Parque Nacional de Himalaya (GHNP) es el último de los nuevos parques nacionales de la India, localizado en la región Kullu en el estado de Himachal Pradesh.
El parque es de gran importancia para la conservación en el noroeste del Himalaya. Su posición remota le ha ahorrado al parque muchos de los problemas que han afectado ecosistemas naturales en otras partes de la India. La presencia de ecosistemas templados y alpinos en un área geográficamente compacta hace que el GHNP sea la unidad de conservación más significativa y más grande en el Himalaya Occidental. 
La altitud varía entre los 1.500 y los 6.000 metros.
Está catalogado por la IUCN como un parque de categoría II. En 2014, la Unesco eligió el Gran parque nacional de Himalaya como Patrimonio de la Humanidad.

## Biodiversidad

### Flora
Este parque nacional tiene una gran diversidad de plantas debida a las diferentes altitudes que abarca y los hábitats relativamente intactos. Desde las píceas elevadas y los grandes y amplios castaños de Indias de los valles inferiores, a los densos cojines y ramas postradas de las hierbas alpinas y enebros, el parque presenta una infinita variedad de vegetación. Aunque algunas zonas han sido modificadas por el pastoreo, esta es una de las pocas áreas en el Himalaya occidental donde los bosques y los prados alpinos pueden verse en algo próximo a su estado original. La zona subalpina es la más rica en especies, seguida por las zonas alpina y la templada superior.

### Fauna

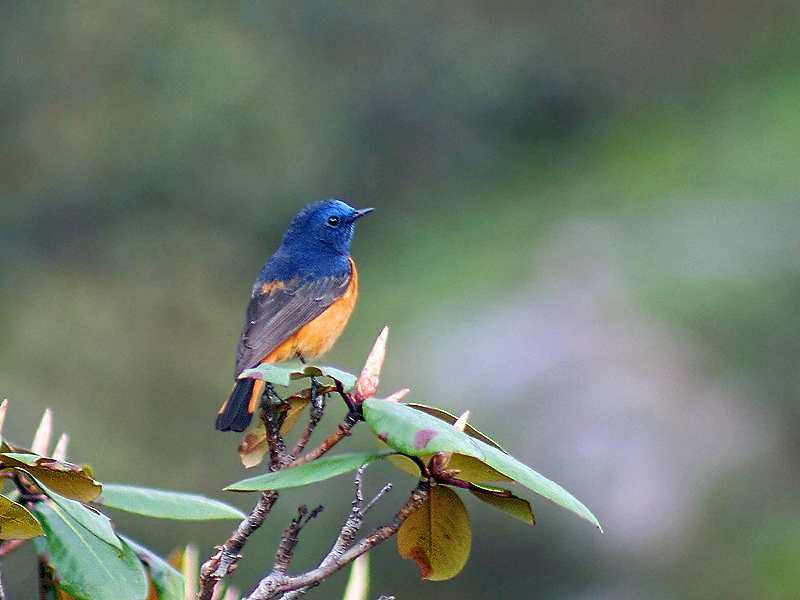
Colirrojo frentiazul en la región de Kullu, en Himachal Pradesh, la India.

El parque es hogar de 375 especies. Hasta ahora se han identificado 31 de mamíferos, 181 de aves, 3 de reptiles, 9 de anfibios, 11 de anélidos, 17 de moluscos y 127 de insectos que pertenecen a seis órdenes.

La mayor parte de la fauna del Himalaya está protegida bajo la categoría de protección de alta prioridad del Programa I de la Ley (de protección) de la vida salvaje india, 1972. El gobierno del estado de Himachal Pradesh ha prohibido la caza en el estado durante más de diez años. Un sendero de 35 a 45 km en cualquiera de los valles del parque lleva al viajero a un hábitat de gran altitud (3500 m s. n. m. y más) de animales como la baral o cabra azul del Himalaya, leopardo de las nieves, oso pardo del Himalaya, el tar del Himalaya, y ciervos almizcleros.  Otros animales que se pueden encontrar en este parque nacional son: goral, leopardo, pilandoc hindú, lobo y mono Rhesus.
La mejor época para visitarlo es en otoño (septiembre-noviembre) cuando los animales empiezan su migración temporal a altitudes inferiores.

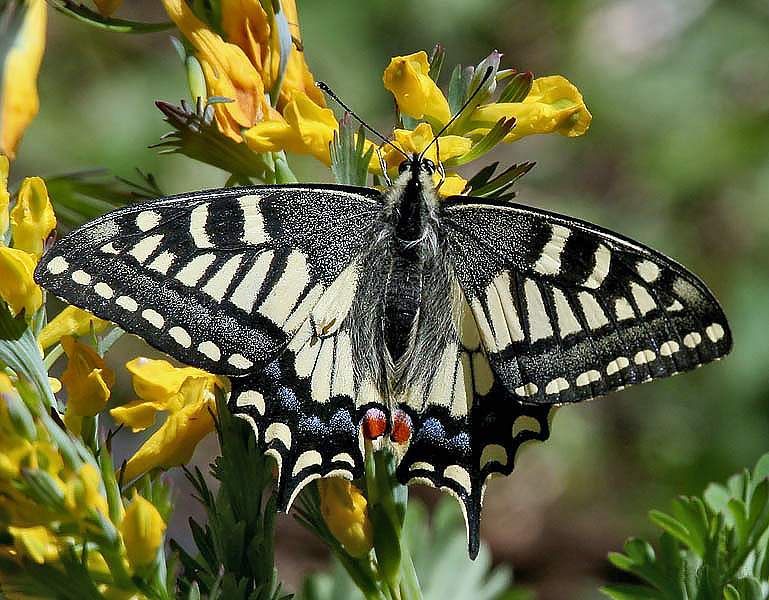
Papilio amarillo común en la región de Kullu de Himachal Pradesh, la India.

## Información del parque

### Actividades
Tenemos el ecoturismo, lo que nos lleva a desarrollar la naturaleza de forma amistosa, sostenible, implicando la educación ambiental, y proporcionando una fuente alternativa de ingreso para las comunidades que viven cerca del parque. Los visitantes que vienen al GHNP tienen la oportunidad de experimentar la belleza del parque y al mismo tiempo ayudar a los aldeanos a mejorar sus condiciones de vida.
La mejor temporada para visitarlo es entre abril y junio, también desde septiembre a noviembre. No se permiten vehículos motorizados, así que todo el recorrido será a pie.

### Alojamiento
Existe alojamiento dentro del parque, barato pero limitado en sus servicios. De preferencia llevar alimentos y lecho. Los pocos espacios existentes se reservan con anticipación.

### Acceso
- Por avión: El aeropuerto de Kullu, en Bhuntar.
- Por tren: El terminal más cercano está en Chandigarh, aunque hay una pequeña estación ferroviaria en Jogindernagar a 75 km de Kullu.
- Por carretera: Desde Kullu son aproximadamente 60 km.

## Galería de imágenes

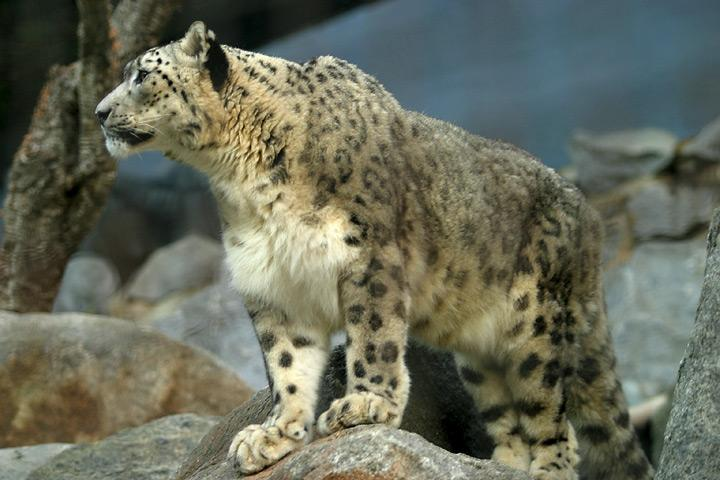
Leopardo de las nieves.
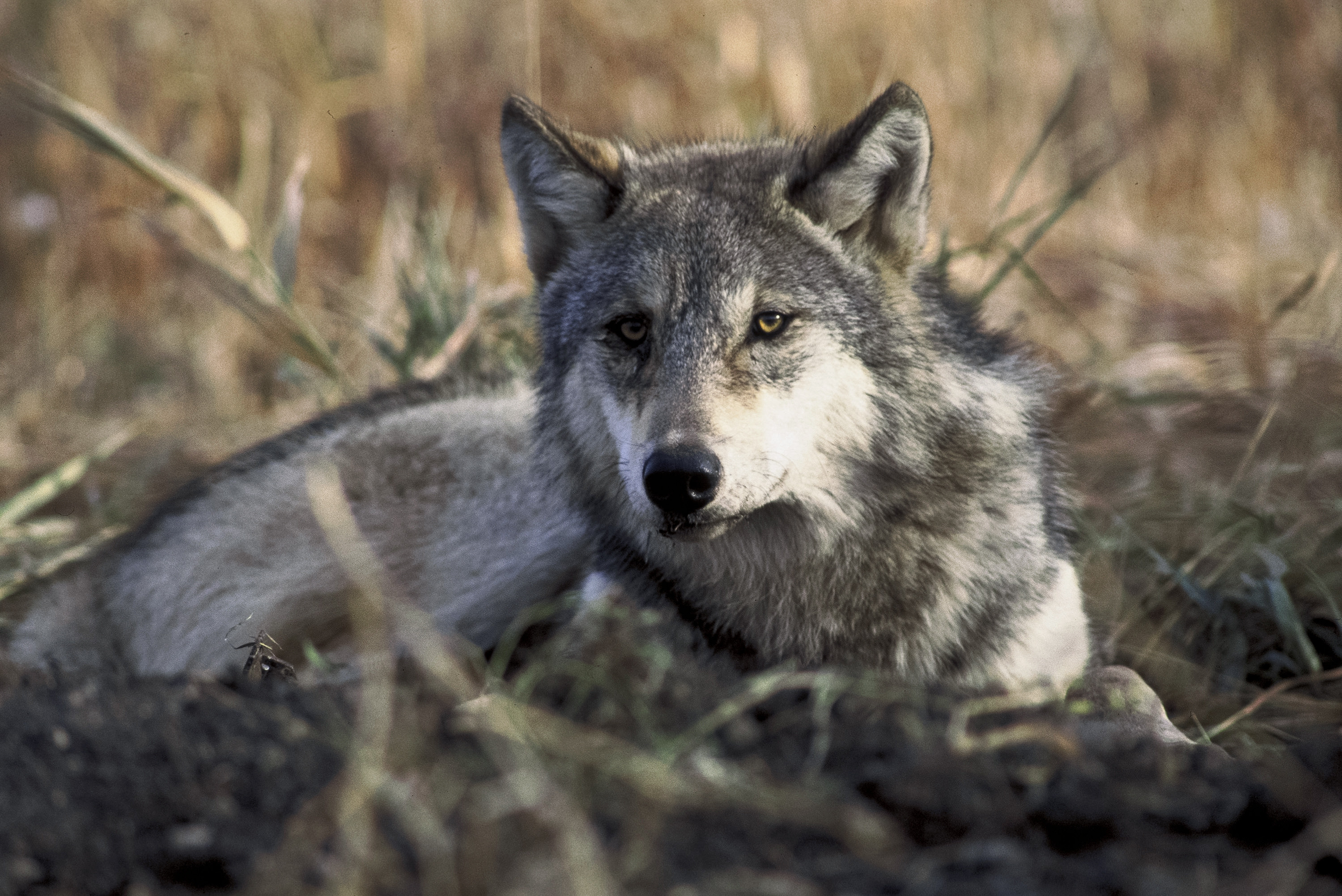
Lobo.